# Ewert Andersson
Ej att förväxla med fotografen Evert Andersson (fotograf)
Anders Ewert Andersson, född 20 februari 1920 i Höörs församling, Malmöhus län, död 6 maj 2011 i Raus församling, Helsingborg, Skåne län
, var en svensk konstnär.
Andersson var som konstnär autodidakt. Hans konst består av stilleben, interiörer och figursaker ofta starkt förenklade och expressivt hållna i olika tekniker.